# Derrick Jones Jr.
Pour les articles homonymes, voir Derrick et Jones.
Derrick Labrent Jones Jr., né le 15 février 1997 à Chester en Pennsylvanie, est un joueur américain de basket-ball. Il évolue au poste d'ailier voire d'ailier fort.

## Biographie

### Carrière universitaire
En 2015, Jones rejoint l'université du Nevada (Las Vegas) où il joue pour le Rebels pour sa première année universitaire. Avant le début de la saison 2015-2016, le centre d'éligibilité de la NCAA demande que l'ACT enquête sur les résultats des tests enregistrés par Jones et plusieurs autres étudiants-athlètes minoritaires d'un site d'essai particulier dans l'Est des États-Unis. Malgré cela, Jones est autorisé à participer au début de la saison d'UNLV contre les Mustangs de Cal Poly en novembre. Jones termine deuxième meilleur marqueur de son équipe. Il a des moyennes de 11,5 points à 58,9% aux tirs et 4,5 rebonds en trente matches. Il réalise quatre doubles doubles durant la saison, dont un avec 26 points (son plus grand total de la saison) et dix rebonds contre Chaminade au Maui Invitational.
Le 29 février 2016, UNLV reçoit les résultats par le service d'essai ACT qui annulent les scores de Jones aux tests. En conséquence, Jones est jugé inadmissible à participer au championnat NCAA et est forcé de rester sur le banc lors des trois derniers matches de la saison d'UNLV.
Le 7 avril 2016, Jones déclare sa candidature à la draft 2016 de la NBA mais se laisse la possibilité de revenir à l'UNLV ou une autre université s'il n'a pas embauché d'agent. Plus tard dans le mois, Jones embauche un agent, Aaron Turner, et confirme son inscription à la draft.

### Carrière professionnelle

#### Suns de Phoenix (2016-2017)
Le 23 juin 2016, lors de la draft 2016 de la NBA, il n'est pas sélectionné. En juillet, il participe à la NBA Summer League 2016 avec les Kings de Sacramento. Toutefois, en raison d'une blessure à l'aine, il est incapable de jouer durant le tournoi.
Le 15 septembre 2016, il signe un contrat non garanti avec les Suns de Phoenix pour participer au camp d'entraînement et tenter de faire partie des quinze joueurs retenus au début de la saison NBA 2016-2017.
Entre le 3 novembre 2016 et le 7 décembre 2017, il est envoyé plusieurs fois en G-League chez les Suns de Northern Arizona.
Le 7 décembre 2017, il est libéré par les Suns de Phoenix.

#### Heat de Miami (2017-2020)
Le 31 décembre 2017, il signe un two-way contract avec le Heat de Miami.
Le 1er juillet 2018, il devient agent libre mais signe un nouveau contrat avec le Heat.
Le 21 novembre 2020, il devient agent libre.

#### Trail Blazers de Portland (2020-2021)
Le 22 novembre 2020, il signe un contrat de 19 millions de dollars sur deux ans avec les Trail Blazers de Portland.

#### Bulls de Chicago (2021-2023)
En août 2021, il est transféré aux Bulls de Chicago dans un échange à trois équipes.

#### Mavericks de Dallas (2023-2024)
En août 2023, il signe pour une saison aux Mavericks de Dallas,.

#### Clippers de Los Angeles (depuis 2024)
Agent libre à l'été 2024, il s'engage avec les Clippers de Los Angeles pour un contrat de 30 millions de dollars sur trois ans.

## Palmarès
- Vainqueur du Slam Dunk Contest au NBA All-Star Game 2020.

## Statistiques

### Universitaires
Les statistiques en matchs universitaires de Derrick Jones Jr. sont les suivantes :
| Saison    | Équipe | Matchs | Titul. | Min./m | % Tir | % 3pts | % LF | Rbds/m. | Pass/m. | Int/m. | Ctr/m. | Pts/m. |
| --------- | ------ | ------ | ------ | ------ | ----- | ------ | ---- | ------- | ------- | ------ | ------ | ------ |
| 2015-2016 | UNLV   | 30     | 15     | 21,5   | 58,9  | 20,5   | 59,4 | 4,47    | 0,80    | 0,90   | 1,33   | 11,50  |
| Total     | Total  | 30     | 15     | 21,5   | 58,9  | 20,5   | 59,4 | 4,47    | 0,80    | 0,90   | 1,33   | 11,50  |

### Professionnelles

#### Saison régulière
| Saison    | Équipe        | Matchs | Titul. | Min./m | % Tir | % 3pts | % LF | Rbds/m. | Pass/m. | Int/m. | Ctr/m. | Pts/m. |
| --------- | ------------- | ------ | ------ | ------ | ----- | ------ | ---- | ------- | ------- | ------ | ------ | ------ |
| 2016-2017 | Phoenix       | 32     | 8      | 17,0   | 56,2  | 27,3   | 70,7 | 2,47    | 0,38    | 0,44   | 0,41   | 5,25   |
| 2017-2018 | Phoenix       | 6      | 0      | 5,5    | 50,0  | 0,0    | 83,3 | 0,67    | 0,50    | 0,17   | 0,67   | 1,50   |
| 2017-2018 | Miami         | 14     | 8      | 15,2   | 38,8  | 18,8   | 61,1 | 2,43    | 0,43    | 0,21   | 0,64   | 3,71   |
| 2018-2019 | Miami         | 60     | 14     | 19,2   | 49,4  | 30,8   | 60,7 | 4,00    | 0,62    | 0,77   | 0,70   | 7,03   |
| 2019-2020 | Miami         | 59     | 16     | 23,3   | 52,7  | 28,0   | 77,2 | 3,95    | 1,05    | 0,98   | 0,64   | 8,47   |
| 2020-2021 | Portland      | 58     | 43     | 22,7   | 48,4  | 31,6   | 64,8 | 3,53    | 0,81    | 0,64   | 0,93   | 6,83   |
| 2021-2022 | Chicago       | 51     | 8      | 17,6   | 53,8  | 32,8   | 80,0 | 3,31    | 0,59    | 0,49   | 0,65   | 5,61   |
| 2022-2023 | Chicago       | 64     | 0      | 14,0   | 50,0  | 33,8   | 73,8 | 2,39    | 0,53    | 0,45   | 0,58   | 4,98   |
| 2023-2024 | Dallas        | 76     | 66     | 23,5   | 48,3  | 34,3   | 71,3 | 3,30    | 1,00    | 0,70   | 0,70   | 8,60   |
| 2024-2025 | L.A. Clippers | 77     | 55     | 24,3   | 52,6  | 35,6   | 70,3 | 3,40    | 0,80    | 1,00   | 0,40   | 10,10  |
| Total     | Total         | 497    | 218    | 20,3   | 50,7  | 32,5   | 70,6 | 3,30    | 0,70    | 0,70   | 0,60   | 7,20   |

#### Playoffs
| Leader de la ligue |

| Saison | Équipe        | Matchs | Titul. | Min./m | % Tir | % 3pts | % LF | Rbds/m. | Pass/m. | Int/m. | Ctr/m. | Pts/m. |
| ------ | ------------- | ------ | ------ | ------ | ----- | ------ | ---- | ------- | ------- | ------ | ------ | ------ |
| 2020   | Miami         | 15     | 0      | 6,5    | 47,1  | 44,4   | 40,0 | 0,80    | 0,50    | 0,40   | 0,30   | 1,50   |
| 2021   | Portland      | 2      | 0      | 5,0    | 40,0  | 0,0    | –    | 0,00    | 0,00    | 0,50   | 0,00   | 2,00   |
| 2022   | Chicago       | 5      | 0      | 11,8   | 41,2  | 27,3   | 66,7 | 1,40    | 0,40    | 0,20   | 0,00   | 3,80   |
| 2024   | Dallas        | 22     | 22     | 29,4   | 48,1  | 36,9   | 73,3 | 3,50    | 1,20    | 0,50   | 1,00   | 9,10   |
| 2025   | L.A. Clippers | 7      | 1      | 18,4   | 43,8  | 30,0   | 37,5 | 1,90    | 0,30    | 0,60   | 1,30   | 7,30   |
| Total  | Total         | 51     | 23     | 18,5   | 46,6  | 34,6   | 63,0 | 2,10    | 0,70    | 0,50   | 0,70   | 5,80   |

## Records sur une rencontre en NBA
Les records personnels de Derrick Jones Jr. en NBA sont les suivants, :
| Type de statistique        | Saison régulière | Saison régulière          | Saison régulière | Playoffs | Playoffs                  | Playoffs      |
| Type de statistique        | Record           | Adversaire                | Date             | Record   | Adversaire                | Date          |
| -------------------------- | ---------------- | ------------------------- | ---------------- | -------- | ------------------------- | ------------- |
| Points                     | 29               | Celtics de Boston         | 22 janvier 2025  | 22       | Thunder d'Oklahoma City   | 18 mai 2024   |
| Paniers marqués            | 12               | Celtics de Boston         | 22 janvier 2025  | 8        | Thunder d'Oklahoma City   | 18 mai 2024   |
| Paniers tentés             | 20               | Celtics de Boston         | 22 janvier 2025  | 13       | Thunder d'Oklahoma City   | 18 mai 2024   |
| Paniers à 3 points réussis | 6                | Thunder d'Oklahoma City   | 2 décembre 2023  | 4        | Thunder d'Oklahoma City   | 18 mai 2024   |
| Paniers à 3 points tentés  | 12               | Thunder d'Oklahoma City   | 2 décembre 2023  | 6        | Thunder d'Oklahoma City   | 18 mai 2024   |
| Lancers francs réussis     | 9                | @ Kings de Sacramento     | 7 février 2020   | 3        | @ Celtics de Boston       | 9 juin 2024   |
| Lancers francs tentés      | 14               | @ Kings de Sacramento     | 7 février 2020   | 4        | 2 fois                    | 2 fois        |
| Rebonds offensifs          | 7                | Timberwolves du Minnesota | 30 décembre 2018 | 4        | Clippers de Los Angeles   | 28 avril 2024 |
| Rebonds défensifs          | 10               | Spurs de San Antonio      | 15 janvier 2020  | 5        | @ Clippers de Los Angeles | 23 avril 2024 |
| Rebonds totaux             | 14               | @ Lakers de Los Angeles   | 10 décembre 2018 | 7        | Clippers de Los Angeles   | 28 avril 2024 |
| Passes décisives           | 4                | 7 fois                    | 7 fois           | 2        | 2 fois                    | 2 fois        |
| Interceptions              | 5                | 2 fois                    | 2 fois           | 2        | 2 fois                    | 2 fois        |
| Contres                    | 4                | 2 fois                    | 2 fois           | 4        | Thunder d'Oklahoma City   | 13 mai 2024   |
| Balles perdues             | 4                | @ Hornets de Charlotte    | 6 mars 2019      | 2        | 7 fois                    | 7 fois        |
| Minutes jouées             | 44               | Celtics de Boston         | 22 janvier 2025  | 40       | Thunder d'Oklahoma City   | 18 mai 2024   |

- Double-double : 2
- Triple-double : 0

Dernière mise à jour : 22 janvier 2025

## Vie privée
Jones est le fils de Derrick Sr. et Otiesse Jones. Il a un frère, Lakeem Johnson, et deux sœurs, Dej'sha Jones et On'Jesha Jones.